# Damian Wierling
Damian Matthias Armin Wierling (* 13. Februar 1996 in Essen) ist ein ehemaliger deutscher Schwimmsportler der SG Essen.
Er gewann bei den Deutschen Schwimmmeisterschaften 2016 seine ersten beiden nationalen Meistertitel über die 50 und 100 m Freistil. Zudem stellte er mit 21,81 Sekunden einen neuen deutschen Rekord über die 50 m Freistil auf.
Über beide Strecken nahm er bei den Olympischen Sommerspielen 2016 teil. Über 100 m Freistil erreichte er das Halbfinale. Mit der 4 × 100-m-Lagenstaffel schwamm er im Finale und mit der 4 × 100-m-Freistilstaffel schied er im Vorlauf aus.
2020 startete er für das in den USA angesiedelte Schwimmteam „New York Breakers“ in der International Swimming League. Im April 2021 sicherte er sich im letzten Qualifikationsrennen das Ticket für seine zweiten Olympischen Spiele, die aufgrund der Corona-Pandemie um ein Jahr verschoben worden waren. Sowohl im Einzel als auch mit der Staffel kam er allerdings nicht über den Vorlauf hinaus.
Im Sommer 2022 trat er vom aktiven Leistungssport zurück.

## Deutsche Meistertitel
2016: 50 und 100 Meter Freistil
2017: 50 und 100 Meter Freistil
2018: 50 und 100 Meter Freistil, 50 Meter Schmetterling, 4 × 100 Meter Freistil, 4 × 100 Meter Freistil mixed
2019: 50 Meter Schmetterling, 100 Meter Freistil, 4 × 100 Meter Freistil, 4 × 100 Meter Lagen
2020: Titelkämpfe ausgefallen
2021: 100 Meter Freistil

## Rekorde
| Deutsche Rekorde (1)    | Deutsche Rekorde (1) | Deutsche Rekorde (1) | Deutsche Rekorde (1) |
| ----------------------- | -------------------- | -------------------- | -------------------- |
| 50 m Freistil           | 21,81 s              | 8. Mai 2016          | Berlin               |
| (Stand: 9. August 2016) |                      |                      |                      |